# Зубцов, Иван Сергеевич
Иван Сергеевич Зубцов (3 июля 1890, Орловская губерния — 15 июля 1967, Москва) — советский театральный деятель. Директор Театра Революции в 1927—1937 годах.

## Биография
Иван Зубцов родился 3 июля 1890 года в Орловской губернии в бедной крестьянской семье. С 16 лет работал на донецких рудниках — сначала рабочим-подростком, затем машинистом и электромонтёром. Во время Первой мировой войны был призван в армию. В 1918 году поступил в драматическую студию Пролеткульта. В октябре 1919 года был призван в Красную армию, вёл политико-просветительскую и клубно-художественную работу при политотделе Туркестанского фронта. После демобилизации в 1921 году был назначен художественным отделом Главполитпросвета заместителем отрука Мастерской коммунистической драматургии (Масткодрам). Затем работал художественным инспектором по Краснопресненскому району. В 1922 году поступил в ГИТИС на режиссёрское отделение мастерской Всеволода Мейерхольда. В 1923 году был избран членом правления Театра имени Мейерхольда, а затем директором-распорядителем. Проработал на этой должности до 1 января 1926 года.
В июне 1927 года, после ухода Мате Залки, был назначен директором Театра Революции. К моменту назначения Зубцова театр переживал кризис: после ухода Алексея Грипича театр оставался без главного режиссёра, ушла и часть актёров, популярность театра у зрителя снижалась. Зубцов решил придерживаться репертуарную линию, обозначенной Мейерхольдом и продолженной Грипичем, — линию на современную пьесу. До 1930 года Зубцов опирается на актёрскую режиссуру, а также сам выступал в качестве сорежиссёра. После прихода Алексея Попова на должность художественного руководителя театр переживал взлёт. Благодаря осуществлённым Поповым постановкам и работе в них Марии Бабановой, Дмитрия Орлова, Максима Штрауха, Михаила Астангова, Ольги Пыжовой и других актёров Театр Революции оказался в числе ведущих театров Москвы. Однако у Зубцова возникли сложности во взаимоотношениях с Поповым, и он поспособствовал его уходу из театра в 1935 году. Взамен Зубцов предложил назначить на эту должность Илью Шлепянова. Совместно они старались сохранить высокий художественный уровень театра. Но в 1937 году Шлепянов покинул Театр Революции и в том же году Зубцов был переведён в Камерный театр «для укрепления руководства». В дальнейшем в должности заместителя начальника городского управления по делам искусств Зубцов осуществлял руководство всеми московскими театрами.
Жил в Москве по адресу: улица Москвина, дом 5. Умер 15 июля 1967 года. Похоронен на Калитниковском кладбище.